# チベタン・スパニエル

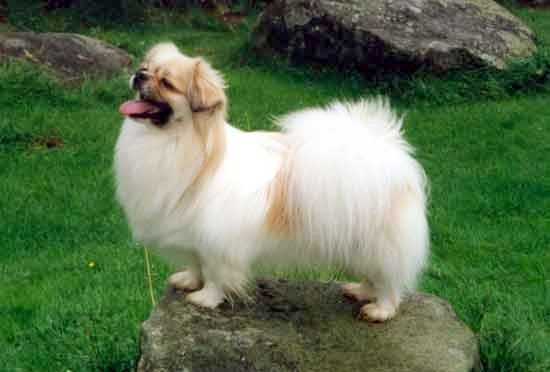
チベタン・スパニエル

チベタン・スパニエル（英語:Tibetan Spaniel）は、チベット原産の愛玩犬種のひとつである。別名はチベタン・プレイヤー・ドッグ（英：Tibetan Prayer Dog）、イェムツェ・アプソ（英：Jemtse Apso）。英語圏での愛称はティビー（英：Tibbie）。
尚、名前に「スパニエル」とつくが、実際にはスパニエル犬種ではない。

## 歴史
紀元前から存在する古い犬種で、紀元前1100年ごろに作られた中国の銅像にもその姿が描かれている。チベットの寺院で何千年にもわたって大切に飼育され続けてきた犬種で、通常は門外不出だが時に国王などへの献上品として遣われることもあった。詳しい生い立ちは不詳であるが、ペキニーズやブータン原産のダムチなどとは血統が非常に近いといわれている。尚、中国原産の愛玩犬種の多くはマズルが潰れているが、原因やルーツは全く分かっていない。
王族には愛玩犬として寵愛を受けていたが、寺院では愛玩犬としてだけでなく、特別な役割を担っていた。チベットの寺院にある、経文の書かれたマニ車を回すのがその仕事で、この使役を持つ犬のことを通称で勤行犬（ごんぎょういぬ）という。経文の書かれたマニ車を回すのは多くの功徳を得ることが出来ると信じられているためである。一周回すことで一回経文を唱えたのと同じ功徳が得られるといわれており、人と犬とで沢山回すことでより多くの功徳を得るために行われている。
1898年にヨーロッパで初紹介され、初めて寺院から王族以外の人の手に渡った。後にFCIに公認犬種として登録され、世界的な人気を得るまでにいたった。しかし、近年は他の犬種に押されて人気が薄れている。日本でもそのことは例外ではないが、愛好家は居りブリーディングや販売も行われている。中々見かけることのできない犬種ではあるが、毎年国内で子犬が誕生していて、2009年度の国内登録頭数は173頭、順位は142種類中57位であった。

## 特徴
顔は高貴で猿に似ている。マズルは細く短めで、脚もやや短めである。胸は広く、首や耳、尾の飾り毛は豊かである。耳は垂れ耳、尾はふさふさした巻き尾。コートは柔らかいロングコートで、毛色はセーブル、ブラック、ゴールド、トライカラーなどがある。体高24〜28cm、体重4〜7kgの小型犬で、性格は忠実で優しく愛情深いが、マイペースで頑固、プライドが高く人見知りの一面もある。基本的に穏やかで健康であり、ペットして最適である。しつけの飲み込みや状況判断力は他犬種に比べて劣らないが、根気強いしつけが必要。運動量は多くを必要とせず、マンションなどの限られたスペースでも飼育は十分可能である。かかりやすい病気は心疾患、水頭症、熱中症や緑内障などがあるが他犬種と比較して多いものではない。